# Erlaubniskartell
Unter einem Erlaubniskartell verstand man in Deutschland bis Juli 2005 im Kartellrecht den Zusammenschluss von rechtlich selbständigen Unternehmen gleicher Produktions- oder Handelsstufe (Wirtschaftskartell), der vom grundsätzlichen Kartellverbot durch Genehmigung der Kartellbehörde ausgenommen war. Erlaubniskartelle waren also genehmigungspflichtige Kartelle. Die Erlaubnis wurde von der Kartellbehörde regelmäßig für drei Jahre erteilt und konnte Auflagen, Bedingungen oder Beschränkungen enthalten.

## Rechtsgrundlage
Das Gesetz gegen Wettbewerbsbeschränkungen, kurz GWB oder auch Kartellgesetz, enthält ein grundsätzliches Kartellverbot in Deutschland. Dieses allgemeine Verbot in § 1 GWB zeigte sich allerdings nicht absolut, denn ein Zusammenschluss von rechtlich selbständigen Unternehmen gleicher Produktions- und Handelsstufe konnte durch die zuständige, staatliche Behörde (Bundeskartellamt) genehmigt werden. Anlässlich der europäischen Rechtsangleichung waren die wettbewerbsrechtlichen Regelungen des deutschen GWB konform mit denen auf europäischer Ebene. Artikel 81 (Kartelle) und Artikel 82 (Marktmissbrauch) des im Jahre 1997 unterzeichneten EG-Vertrages, sowie die europäische Verordnung zur Zusammenschlusskontrolle (FKVO) waren mit dem nationalstaatlichen Rechten gegen Wettbewerbsbeschränkungen angeglichen worden.
Die 7. GWB-Novelle vom 1. Juli 2005 änderte das GWB teilweise grundlegend. Ein Erlaubniskartell gibt es seitdem nicht mehr.
Die Ausnahmen des Kartellverbotes waren im § 2 GWB bis § 6 GWB a. F. festgehalten. Kartelle, die zu ihrer Bewilligung eine ausdrückliche Erlaubnis durch die Kartellbehörde (Bundeskartellamt) bekamen, wurden als sog. Erlaubniskartelle bezeichnet. Sie waren grundsätzlich genehmigungspflichtig.
Andere zugelassene Formen der Kartellbildung waren Anmeldekartelle, die sich allein durch die Anmeldung beim Bundeskartellamt gesetzlich legitimierten und Widerspruchskartelle, die legal wurden, wenn die zuständige Behörde nicht innerhalb einer Frist von drei Monaten widersprach (siehe Normenkartell).
Das deutsche Kartellamt hatte nicht nur die Entscheidungsgewalt, über Erlaubnis oder Verbot zu entscheiden, sondern überprüfte und überwachte auch die Einhaltung der gesetzlichen Regelungen für Kartellbildung in Deutschland. Die Erlaubnis für ein Kartell wurde vom Bundeskartellamt stets für drei Jahre erteilt und konnte spezifische Auflagen, Beschränkungen und/oder Bedingungen enthalten und somit lag sie überwiegend im Ermessen des Bundeskartellamtes.
Zusätzlich zu explizit ausgeführten Ausnahmen des Kartellverbotes gab es im § 7 GWB a. F. eine Auffangklausel, die über die möglichen Ausnahmen hinausging. Diese Klausel diente als Interpretationsspielraum, wenn weder Normen- und Typenkartelle, Rationalisierungs-, Strukturkrisen oder Mittelstandskartelle vorlagen. Diese Art von Auffangbecken diente, wenn nicht durch die oben genannten Kartellformen erreichbar, der Verbesserung von zusammengeschlossenen Unternehmen, solange es nicht zu einer marktbeherrschenden Position führte.
Grundsätzlich zielen die im GWB verfassten Regelungen auf zwei grundlegende ökonomische Ziele: Erstens soll durch das Verbot von Kartellen eine möglichst hohe Wettbewerbsintensität und damit gesamtwirtschaftliche Wohlfahrt gewährleistet werden. Zum zweiten soll Störung, Ausbeutung und Verzerrung des Marktes und deren Mitglieder verhindert werden.

## Typen
Die Umsetzung der Ausnahmen, die einen horizontalen Zusammenschluss Unternehmensverbindung zweier Unternehmen erlauben, hießen Erlaubniskartelle. Sie mussten auf Antrag vom Bundeskartellamt genehmigt werden und waren durch eine Verfügung der Kartellbehörde freigestellt. Zu Erlaubniskartellen gehörten Normen- und Typen-, Spezialisierungs- und Rationalisierungs-, Strukturkrisen- und Mittelstandskartelle.
- Normen- und Typen-Kartelle sind vertraglich zusammengeschlossene Unternehmen gleicher Produktions- und Handelsstufe, bei denen die beteiligten Unternehmen sich auf die einheitliche Anwendung von Typen und Normen vereinbart haben. In der Realität einigen sich die Unternehmen auf typisierte Maße oder Eigenschaften ihrer Produkte, wie zum Beispiel die Verwendung von einheitlichen Pfandflaschen oder die Verwendung normierter Schrauben oder Radgrößen. Solche Absprachen haben nicht nur positive Folgen für den Verbraucher, sondern stellen auch sinnvolle Rationalisierungsmaßnahmen für die teilnehmenden Unternehmen dar. Normen- und Typenkartelle müssen bei der zuständigen Behörde angemeldet und genehmigt werden.

- Spezialisierungs- und Rationalisierungskartelle sind Unternehmenszusammenschlüsse, die sich auf bestimmte Produkte oder Dienstleistungen zu Rationalisierungszwecken beschränken. Diese Spezialisierung zeigt sich in der Fokussierung des Angebots auf einige wenige Produkte oder gar auf ein einziges Erzeugnis. Dadurch wird die Wirtschaftlichkeit der Unternehmen, wie auch deren technische und organisatorische Produktionsabläufe verbessert. In der Realität sprechen sich die zusammengeschlossenen Unternehmen ab, wer sich auf welches Produkt spezialisiert. Sofern diese Kartellform nicht zu einer Bildung und/oder Ausweitung einer marktbeherrschenden Position führt, kann sie durch das Bundeskartellamt erlaubt werden. Der Marktanteil der beteiligten Unternehmen darf dabei nicht über 20 Prozent ansteigen, darf also keine Kernbeschränkung des Wettbewerbs ausmachen.

- Strukturkrisenkartelle treten auf, wenn sich ein nachhaltiger Rückgang der Nachfrage während einer Strukturkrise eingestellt hat. Wenn die Unternehmen unter voraussichtlich langfristigen Produktions- bzw. Angebotsüberkapazitäten leiden, soll das Strukturkrisenkartell die verbleibende Nachfrage anteilmäßig auf die vertraglich zusammengeschlossenen Unternehmen aufteilen. Es handelt sich damit um eine durch das Kartellamt genehmigte planmäßige Anpassung der Kapazitäten an die geänderte Bedarfsmenge. Wie alle Erlaubniskartelle ist auch das Strukturkrisenkartell genehmigungspflichtig. Da die Verteilung der Nachfrage eine bedeutende Einschränkung des Wettbewerbs darstellt, legt das Bundeskartellamt bei dieser Form des Erlaubniskartells besonders strenge Auflagen und Bedingungen fest, um eine Verbesserung des Gemeinwohls zu erzielen.

- Mittelstandskartelle sind vertraglich zusammengeschlossene kleine und mittlere Unternehmen gleicher Produktion- und Handelsstufe, die auf eine Verbesserung der Wettbewerbsfähigkeit der Unternehmen zielen. Der vertragliche Zusammenschluss muss auf die Rationalisierung wirtschaftlicher Vorgänge durch zwischenbetriebliche Kooperation zielen. Grundlegend für die Bildung solcher Mittelstandskartelle ist der Nachteilsausgleich gegenüber den Großunternehmen am Markt. Wie alle Erlaubniskartelle muss auch ein solcher Zusammenschluss auf die Verbesserung der gesamtwirtschaftlichen Wohlfahrt (vgl. Ökonomische Wohlfahrt) gerichtet sein, um genehmigt zu werden.

## Ökonomische Berechtigung
Der ökonomische Sinn von Erlaubniskartellen bestand in der Tatsache, dass der Verringerung der Anzahl unabhängiger entscheidender Konkurrenten Effekte der Kartellbildung gegenüberstehen können, die für sich genommen die gesamtwirtschaftliche Wohlfahrt erhöhen.
- Bei Normen- und Typenkartellen sowie bei Konditionenkartellen kann der wohlfahrtserhöhende Gegeneffekt in der Erhöhung der Markttransparenz liegen. Durch die Absprachen und Standardisierungen der Einzelteile kann ebenfalls die Produktpalette reduziert werden. Dies kann zum Vorteil größerer Produktionsmengen mit entsprechenden Kostendegressionspotenzialen geschehen.

- Spezialisierungskartelle und Rationalisierungskartelle können, sofern beide nicht zur Entstehung oder Verstärkung einer marktbeherrschenden Stellung führen, die Realisierung von Skalenerträgen (zum Beispiel in der Produktion) als wohlfahrtserhöhenden Gegeneffekt herbeiführen. Dadurch, dass bei Spezialisierungskartellen das gesamte Güter- und Leistungsangebot auf die verschiedenen Mitglieder verteilt wird, ermöglichen diese eine massive Arbeitsteilung im Produktionsbereich.

- Innerhalb eines Strukturkrisenkartells können bei massiven Änderungen wirtschaftlicher Bedingungen, Absprachen getroffen werden, die zur Verhinderung oder zur Beendung eines ruinösen Wettbewerbs führen. Dazu zählen Vereinbarungen über die Herabsetzung der Produktionsmengen und den Abbau von Überkapazitäten.

- Ein möglicher wohlfahrtserhöhender Gegeneffekt von Mittelstandskartellen besteht in der Bildung eines Gegengewichts zu großen, womöglich dominanten Unternehmen mit der Folge einer erhöhten Wettbewerbsintensität. So kann beispielsweise die Wettbewerbsintensität in einem Markt mit einem sehr großen und zehn kleinen unabhängigen Entscheidern geringer sein als bei drei gleich großen unabhängigen Entscheidern.

## Beispiele
Die Beispiele in der Praxis zeigen, dass Erlaubniskartelle ganz deutlich die Ausnahme waren. So hat es zum Beispiel nur zwei vom Bundeskartellamt genehmigte Strukturkrisenkartelle gegeben. Zum ersten Mal überhaupt billigte das Amt 1983 den Herstellern von Betonstahlmatten ein solches befristetes Kartell zu. Vier Jahre später kamen die Produzenten von Leichtbauplatten in diesen Genuss.
Das Bundeskartellamt schien sich also durch seine besondere Strenge auszuzeichnen, da selbst die EU-Kommission in solchen Fällen großzügiger gewesen war, und unter anderem Strukturkrisenkartelle für Chemiefasern, für Zink und für Ziegelsteine freigestellt hatte.

### Entscheidungen
- Humana und Nordmilch durften den Vertrieb ihrer Molkereiprodukte zusammenlegen.[1]
- Tolerierung der Zusammenarbeit zwischen Arena und Premiere.[2]